# Rodrigues Cordeiro
António Xavier Rodrigues Cordeiro (Cortes, 28 de dezembro de 1819 — Lisboa, 11 de dezembro de 1896) foi um poeta ultrarromântico, jornalista e político português.
Graduado em Direito pela Faculdade de Direito da Universidade de Coimbra, foi, por várias vezes, deputado às Cortes.  Combateu a ditadura cabralista, tendo participado da revolta da Maria da Fonte (1846) e da guerra da Patuleia (1846-1847).
Colaborou em diversos jornais e revistas, alguns dos quais fundou e dirigiu. Em 1844 fundou, com João de Lemos, o jornal de poesias O Trovador, órgão da juventude estudantil conimbricense da década de 1840 e um dos principais repositórios do ideário poético da segunda geração romântica. Em 1854 fundou O Leiriense, onde publicou as crónicas históricas posteriormente coligidas nos dois volumes de contos de Leituras ao serão. A partir de 1862 dirigiu o Novo Almanaque de Lembranças Luso-Brasileiro, onde publicou várias biografias de escritores portugueses e brasileiros. Colaborou com artigos literários e poesias em vários outros periódicos, como O Bardo, O Panorama, o Jornal de Belas-artes, a Revista Académica de Coimbra, O Instituto, A Revolução de Setembro, o Jornal de domingo (1881-1888) e a Revista Universal Lisbonense (1841-1859). Em 1889 reuniu a sua obra poética nos dois volumes de Esparsas. Em sua homenagem, a Cartes - Associação de Autores das Cortes instituiu o Prémio Literário Rodrigues Cordeiro, em parceira com a Casa Museu Centro Cultural João Soares.
Entre seus trabalhos conhecidos  destacam-se os artigos de natureza política, além de uma série de pequenas crônicas históricas (que foram mais tarde editadas em dois tomos, com o título Serões de História) e poemas, alguns dos quais se tornaram muito populares, como, por exemplo, "A doida de Albano" (1874), "Tasso no hospital dos doidos", "O Outono", "O conde de Alarcos" – lenda popular impressa na Revista Académica de Coimbra (1845). 
Rodrigues Cordeiro era tio-avô de Afonso Lopes Vieira.